# Tisonia baronii
Tisonia baronii är en videväxtart som beskrevs av Paul Auguste Danguy. Tisonia baronii ingår i släktet Tisonia och familjen videväxter. Inga underarter finns listade i Catalogue of Life.